# NGC 5691
NGC 5691 est une galaxie spirale barrée (intermédiaire ?) située dans la constellation de la Vierge. Sa vitesse par rapport au fond diffus cosmologique est de 2 100 ± 18 km/s, ce qui correspond à une distance de Hubble de 31,0 ± 2,2 Mpc (∼101 millions d'al). NGC 5691 a été découverte par l'astronome germano-britannique William Herschel en 1787. Cette galaxie a aussi été observée par l'astronome américain George Phillips Bond le 9 mai 1853 et elle a été inscrite au New General Catalogue sous la cote NGC 5632.

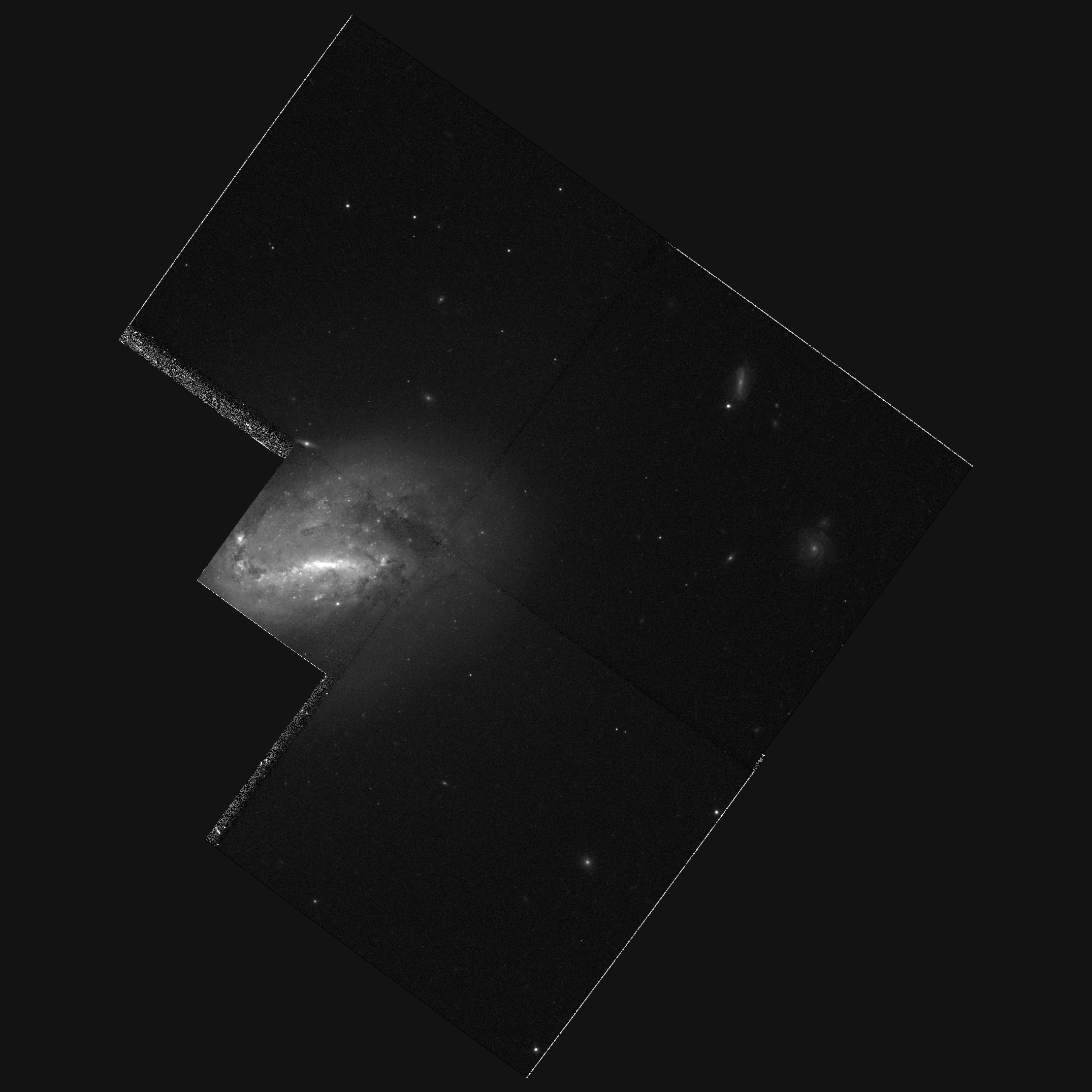
NGC 5691 par le télescope spatial Hubble.

La classe de luminosité de NGC 5691 est I et elle présente une large raie HI. Elle renferme également des régions d'hydrogène ionisé. Dans la  bande K infrarouge, NGC 5691 présente une barre centrale de  18 secondes d'arc dont l'ellipticité maximale est de 0,74. L'angle de position de celle-ci est de 93°.
À ce jour, deux mesures non basées sur le décalage vers le rouge (redshift) donnent une distance de 27,700 ± 3,536 Mpc (∼90,3 millions d'al), ce qui est à l'intérieur des valeurs de la distance de Hubble.

## Groupe de NGC 5746
Selon A. M. Garcia, NGC 5691 fait partie du groupe de NGC 5746. Ce groupe de galaxies compte au moins 31 membres dont NGC 5636, NGC 5638, NGC 5658 (=PGC 51957), NGC 5668, NGC 5690, NGC 5692, NGC 5701, NGC 5705, NGC 5713, NGC 5719, NGC 5725, NGC 5740, NGC 5746, NGC 5750, IC 1022, IC 1024 et IC 1048.
Sur le site « Un Atlas de l'Univers », Richard Powel mentionne aussi le groupe de NGC 5746, mais il n'y figure que 14 galaxies, dont NGC 5691. Six autres galaxies du groupe de NGC 5746 de Garcia se trouvent dans un autre groupe mentionné par Powel, soit le groupe de NGC 5638. Selon Powel, la galaxie NGC 5701 ne fait pas partie d'un groupe de galaxies et les autres galaxies de Garcia ne figurent pas dans celles retenues par celui-ci.
Le groupe de NGC 5746 fait partie de l'Amas de la Vierge III, un des amas du superamas de la Vierge.